# Biblioteca Acadêmico Luiz Viana Filho
Biblioteca Acadêmico Luiz Viana Filho é a biblioteca de pesquisa do Senado Federal do Brasil. Fundada em 18 de maio de 1826, é uma das mais antigas bibliotecas do país. Com um acervo formado por mais de meio milhão de volumes, tem como objetivo orientar os trabalhos legislativos, fornecendo suporte informacional às atividades desenvolvidas no Senado Federal e no Congresso Nacional. É aberta ao público, e boa parte de seu acervo foi disponibilizado virtualmente.

## História

### Durante o império

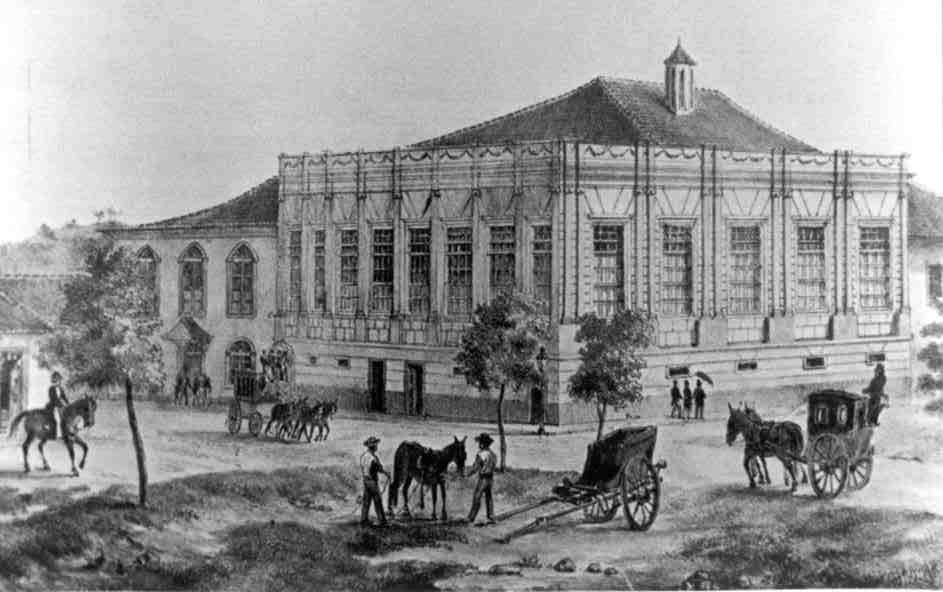
No Palácio Conde dos Arcos, a biblioteca esteve sediada por quase um século, de 1826 até 1925

A ideia de estabelecer uma biblioteca surgiu ainda durante os trabalhos da Assembleia Constituinte de 1823. Na primeira sessão realizada pelo Senado Federal, no início de maio de 1826, o Visconde de Cairu manifestou a necessidade de formar uma comissão parlamentar para criar a então chamada Livraria do Senado, que teria o objetivo de orientar os trabalhos legislativos. Em 18 de maio, a biblioteca foi oficialmente criada. Ela foi instalada em uma das salas do antigo Palácio Conde dos Arcos, situado no Campo de Sant'Anna, no Rio de Janeiro. Mudou-se diversas vezes de local dentro do mesmo prédio, mas ali permaneceu por quase um século.
Entre 1826 e 1860, o Senado adquiriu algumas obras para incluir no acervo da biblioteca. Para além disso, há imprecisão em relação aos seus primeiros anos de funcionamento. De acordo com publicação de 2006, comemorativa aos 180 anos da biblioteca, "sabe-se que até aquele ano [1860] não havia no edifício do Senado uma sala que pudesse servir de biblioteca, nem estantes próprias em que se colocassem os livros que pudessem adquirir-se." No entanto, a mesma publicação referiu que "mas também sabe-se que o espaço em que se formava o embrião da biblioteca funcionou em uma das salas do pavimento superior do sobrado próximo do antigo palacete Conde dos Arcos […]."
Em 1861, a biblioteca passou por uma reforma. Em 1863, o Senado aprovou seu primeiro regulamento, fixando que o "serviço do Arquivo e Biblioteca" contaria com dois funcionários, um primeiro oficial e outro contínuo, ambos aprovados pelo presidente da casa. Em 1866, iniciaram-se discussões, entre os senadores, para ampliar seu acervo, de modo a torná-lo "digno." Diversas obras foram adquiridas, do Brasil e da Europa, cuja compra foi delegada à Embaixada brasileira em Lisboa. Nos anos seguintes, seu acervo foi aumentado, tanto através de compras quanto de doações dos senadores. O acervo também passou por uma organização, realizando um inventário dos livros e sua catalogação.

### Período republicano

Em 1979, a biblioteca foi renomeada para homenagear Luiz Viana Filho, um político que também integrou a Academia Brasileira de Letras

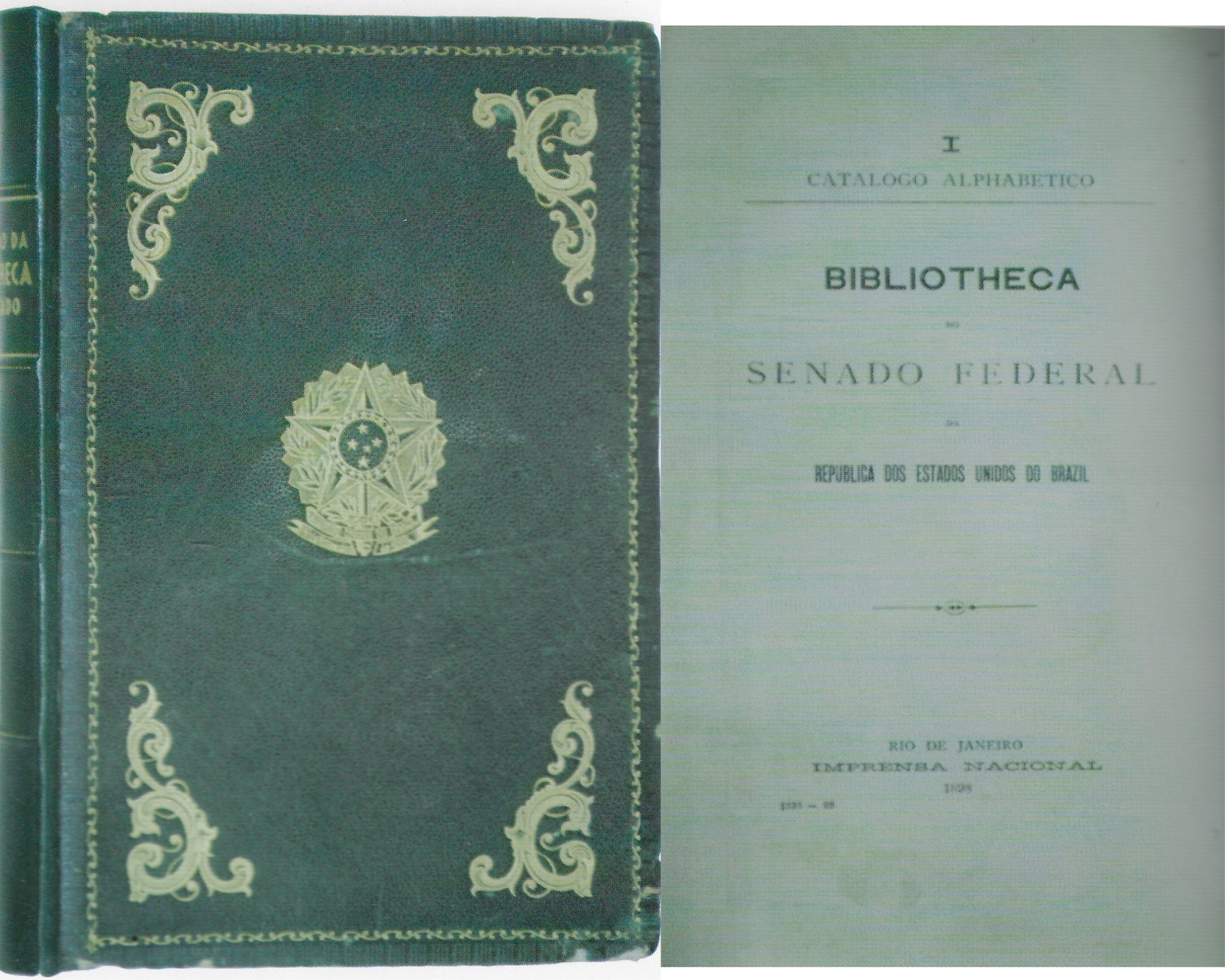
Catálogo de 1898 (Imprensa Nacional).

Até o início do período republicano, "a biblioteca quase desapareceu de vez, abandonada e esquecida." Com a instauração do novo regime, houve em esforço de modernizar as instituições, incluindo a biblioteca, cujo acervo tornou-se quase dez vez maior entre 1866 e 1898. Em 1895, existiam 4,2 mil volumes, sendo que destes 648 foram comprados nos meses anteriores. Em 1898, por determinação do presidente da casa, Manuel Vitorino, a biblioteca passou a funcionar em um novo salão, o que ocasionou aumento no número de visitantes. Naquele mesmo ano, foi publicado o Catálogo da Biblioteca do Senado, elaborado sob a direção de Raul Villa-Lobos. Seu acervo contava, à época, com 12 mil volumes.
Em 1925, a biblioteca foi transferida para o Palácio Monroe, a segunda sede do Senado. O acervo era gerido por um funcionário, intitulado inicialmente de "bibliotecário-arquivista." O primeiro deles foi o ex-deputado geral Luiz de Andrade, que desempenhou essas funções de 1898 a 1912. Ao bibliotecário incumbia a aquisição de novos volumes, devendo fazê-lo com um orçamento anual de 24 contos de réis. Em 1936, tal atribuição foi transferida a uma comissão. O golpe do Estado Novo, no ano seguinte, determinou o fechamento do Senado, prejudicando "severamente" o acervo de sua biblioteca, pois várias de suas obras desapareceram neste período. O Senado, bem como sua biblioteca, foram reabertos quase uma década depois, em 1946. Nos anos seguintes, permaneceu fechada para o público externo, sendo permitido apenas o acesso dos parlamentares, uma vez que seu acervo estava deteriorado.
Na década de 1950, uma comissão parlamentar concluiu que a biblioteca necessitava de melhorias, nomeadamente a contratação de novos bibliotecários e a aquisição de novos volumes, o que estava sendo feito com "muita parcimônia." Em abril de 1960, a capital federal, e os poderes da República, foram transferidos para Brasília. Em agosto do mesmo ano, o acervo da biblioteca foi transferido para o Palácio do Congresso Nacional, conhecido como Palácio Nereu Ramos. Em 1968, na presidência do senador Gilberto Marinho, foi reconhecido o direito de apenas os bacharéis em Biblioteconomia exercerem a chefia da biblioteca, direito que havia sido outorgado pela Lei 4.084, de 1962. Foi nomeada então a bibliotecária Adélia Leite Coelho para o cargo. No mesmo ano, realizou-se o primeiro concurso público para bibliotecário. Com a decretação do Ato Institucional n.º 5, pela ditadura militar, o Congresso permaneceu fechado. Embora a biblioteca manteve-se em funcionamento, suas atividades foram severamente atingidas.
| Biblioteca Acadêmico Luiz Viana Filho           | Fornecer o suporte informacional necessário às atividades desenvolvidas no âmbito do Senado Federal e do Congresso Nacional. | Biblioteca Acadêmico Luiz Viana Filho |
| — Missão da biblioteca, de acordo com o Senado, | |                                       |

Durante a ditadura militar, a biblioteca também sofreu censura. Em 1970, o governo redigiu uma lista com 20 livros que deveriam ser apreendidos, uma vez que os considerava como "subversivos." A biblioteca, que contava com 10 deles em seu acervo, determinou o recolhimento das obras, que só voltariam a ser exibidas com a redemocratização. A partir de 1972, iniciou a automação do seu acervo, originando a Rede Sabi, uma das primeiras redes brasileiras de bibliotecas. No mesmo ano, foi criada a Secretaria de Documentação e Informação, objetivando o tratamento das informações legislativas e bibliográficas.
Em 1979, durante a presidência do senador Luís Viana Filho, suas instalações foram ampliadas e melhoradas. A biblioteca foi renomeada para "Biblioteca Acadêmico Luiz Viana Filho". Na década de 1970, seu acervo foi aumentado, em média, com 4,2 mil novos volumes anualmente. No decorrer da Assembleia Nacional Constituinte, a demanda pelos serviços da biblioteca aumentou consideravelmente, levando à ampliação do número de bibliotecários: inicialmente para 20 e logo depois para 30. Em 1986, por solicitação do Instituto Brasileiro de Informação em Ciência e Tecnologia, assumiu a responsabilidade pela edição regular da Bibliografia Brasileira de Direito.
Em 1997, foi lançada a página da biblioteca na internet, disponibilizando o seu catálogo geral, incluindo livros, revistas, artigos de jornais e obras raras. Em abril de 1999, passou a ocupar uma área de 3.250 m², com salas privativas para senadores e consultores, assessores e diretores, bem como outras melhorias. Em 1999, a Comissão Diretora, sob a presidência do senador Antônio Carlos Magalhães, aprovou a aquisição e a implantação de um novo sistema de gerenciamento automatizado de informações para a biblioteca, substituindo o antigo sistema SABI, desenvolvido pelo Prodasen em 1972.
Pessoas
A equipe que conduz a biblioteca era formada, em abril de 2024, por 16 bacharéis em biblioteconomia, coordenados, desde julho de 2021, pela bibliotecária Cintia Mara Machado Ferreira da Costa.
Acervo

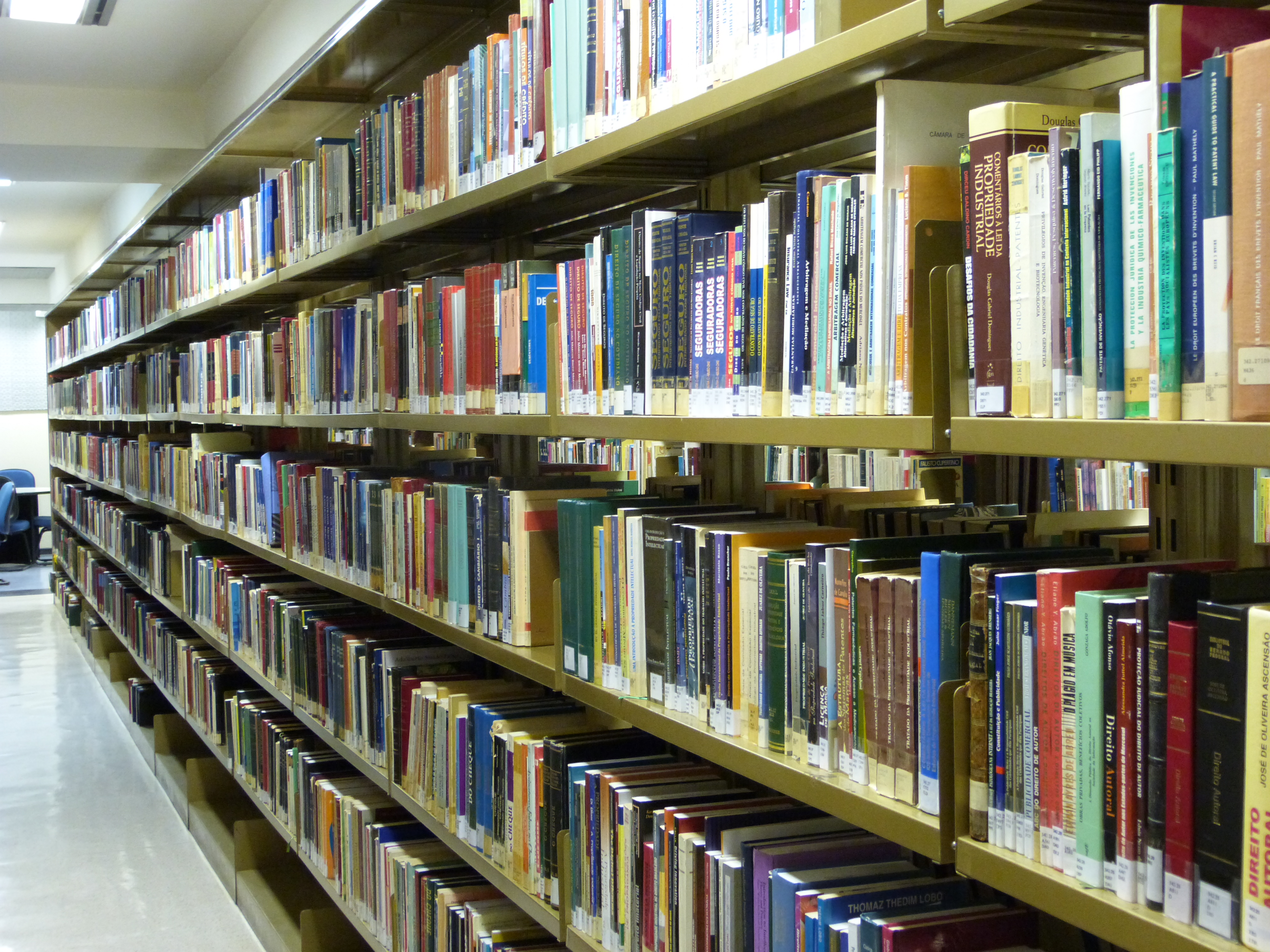
Livros da biblioteca, em 2013

A Biblioteca tem como missão apoiar o processo legislativo no Senado Federal do Brasil por meio do fornecimento de informações bibliográficas relevantes para a tomada de decisão da casa legislativa. Para cumprir a sua missão, a seu acervo é especializado em ciências sociais, com com ênfase em direito, ciência política, economia e administração pública. Em abril de 2024, o acervo era formado por cerca de 562.000 itens (ver tabela abaixo), constituído por ciências sociais (64%), distribuído pelas áreas do direito (52%), da ciência política (14%), da economia (16%), da sociologia e da antropologia (4%) e da Educação (4%). Assuntos como literatura, administração, ciência militar e estatística, entre outros, formavam os 10% restantes.
| tipo de material | out. 2007 | ago. 2009 | dez. 2014 | out. 2019 | set. 2022 | abr. 2024 |
| ---------------- | --------- | --------- | --------- | --------- | --------- | --------- |
| base de dados    | -         | -         | 53        | 83        | 85        | 87        |
| CD de áudio      | 12        | 18        | 24        | 29        | 29        | 29        |
| CD-ROM           | 1.169     | 1.376     | 2.124     | 1.969     | 1.969     | 1.906     |
| DVD              | 24        | 37        | 321       | 434       | 436       | 437       |
| fascículo        | 237.752   | 254.829   | 296.285   | 337.049   | 343.128   | 345.762   |
| livro e folheto  | 174.186   | 180.694   | 200.839   | 215.291   | 212.577   | 213.285   |
| mapa             | 415       | 414       | 454       | 484       | 485       | 482       |
| outros materiais | 145       | 157       | 139       | 75        | 69        | 63        |
| Total            | 413.703   | 437.525   | 500.239   | 555.331   | 558.693   | 562.051   |

Coleções da biblioteca
A coleção de livros e folhetos era formada por, aproximadamente, 213 mil itens em abril de 2024. Destes, 10,5 mil eram "obras de referência", como dicionários, enciclopédias e glossários. A consulta a esse material é livre a todos os usuários, embora limitada às instalações da biblioteca. Outros 30,8 mil eram folhetos, com até 48 páginas, e 5.900 títulos de periódicos, em circulação ou não.
Coleção de jornais e de recortes de jornais
Trata-se de 72 mil exemplares de jornais e três milhões de recortes, provenientes de doze jornais nacionais: Correio Braziliense, O Dia, O Estado de S. Paulo, Folha de S. Paulo, Jornal da Tarde, Gazeta Mercantil, O Globo, Jornal da Tarde, Jornal de Brasília, Jornal do Brasil, Tribuna da Imprensa, Tribuna do Brasil e Valor Econômico. Esta coleção foi iniciada em 1974 e inclui artigos de opinião, principalmente os de autoria dos senadores. Em 2004, foi estabelecido o Banco de Notícias (Bnot), responsável por vincular virtualmente matérias jornalísticas na íntegra.
Coleção de obras raras

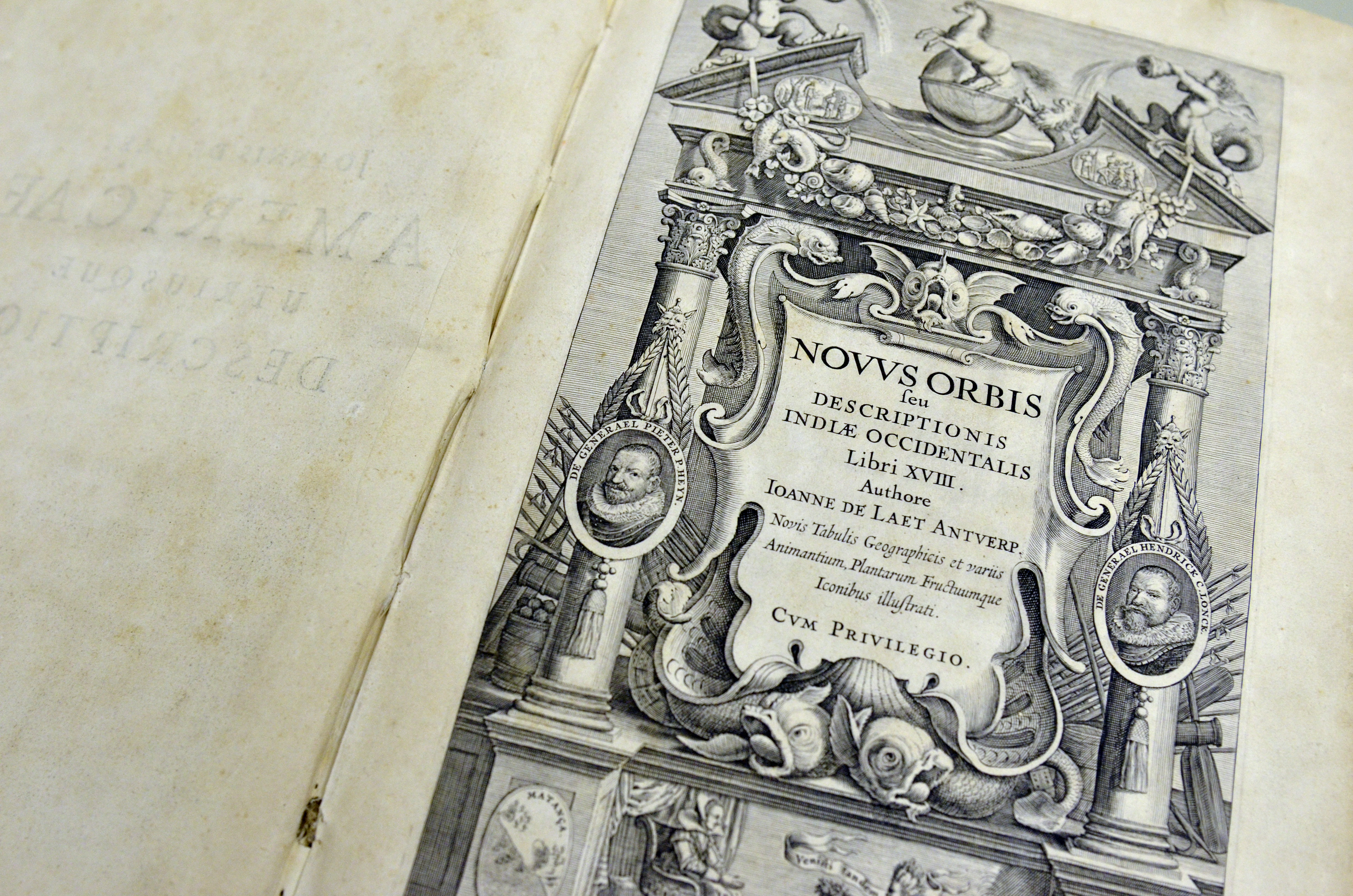
Novus Orbis, de 1633, é a obra mais antiga do acervo da biblioteca

Nesta categoria, há 8,5 mil volumes de livros e periódicos com relevante valor para a história sociopolítica brasileira. Como o Senado a considera um "valioso acervo raro", encontrava-se armazenada em sala cofre climatizada, com temperaturas e umidades que possibilitavam sua "perfeita conservação." O livro Novus Orbis, editado por João de Laet em 1633, era a obra mais antiga ali mantida.
Coleção senador Luiz Viana Filho
A coleção é formada por 11,7 mil volumes provenientes da biblioteca particular do senador, adquirida pela casa legislativa em 1997 para a incorporação ao seu acervo. Conta com as primeiras edições de obras brasileiras de conhecidos autores como Machado de Assis, Eça de Queiroz, José de Alencar, Carlos Drummond de Andrade, Manuel Bandeira e Graciliano Ramos.
Coleção de depósito legal
É a parte do acervo em que estão preservados as publicações de autoria do Senado, independentemente do formato (livros, folhetos, revistas, jornais, mapas, traduções, etc). Foi estabelecida em 1996 por meio da Resolução de número 66.
Multimeios - microfilmes, CD-ROM e outros suportes
É composta por 9.400 itens de CD-ROM, CD de áudio, disquetes, DVD, mapas, microfichas, microfilmes, fitas cassetes, fitas de vídeo, slides, entre outros. Destes, 4.132 eram microfilmes, entre os quais estavam relatórios ministeriais e presidenciais registrados durante o Império e a Primeira República.
Obras em braille
Em 2005, o Senado estabeleceu uma coleção em braille com 100 itens, em sua maioria editados pela própria casa, com destaque para a Bíblia, a Constituição do Brasil, as constituições estaduais e as leis orgânicas das capitais dos Estados brasileiros. Em abril de 2024, a coleção era formada por 232 títulos.
Biblioteca Digital
Em 2006, a instituição criou o serviço da Biblioteca Digital do Senado Federal (BDSF), responsável por armazenar, preservar, divulgar e dar acesso, em formato digital, a mais de 280 mil documentos de interesse do Poder Legislativo.

## Visitas e empréstimos

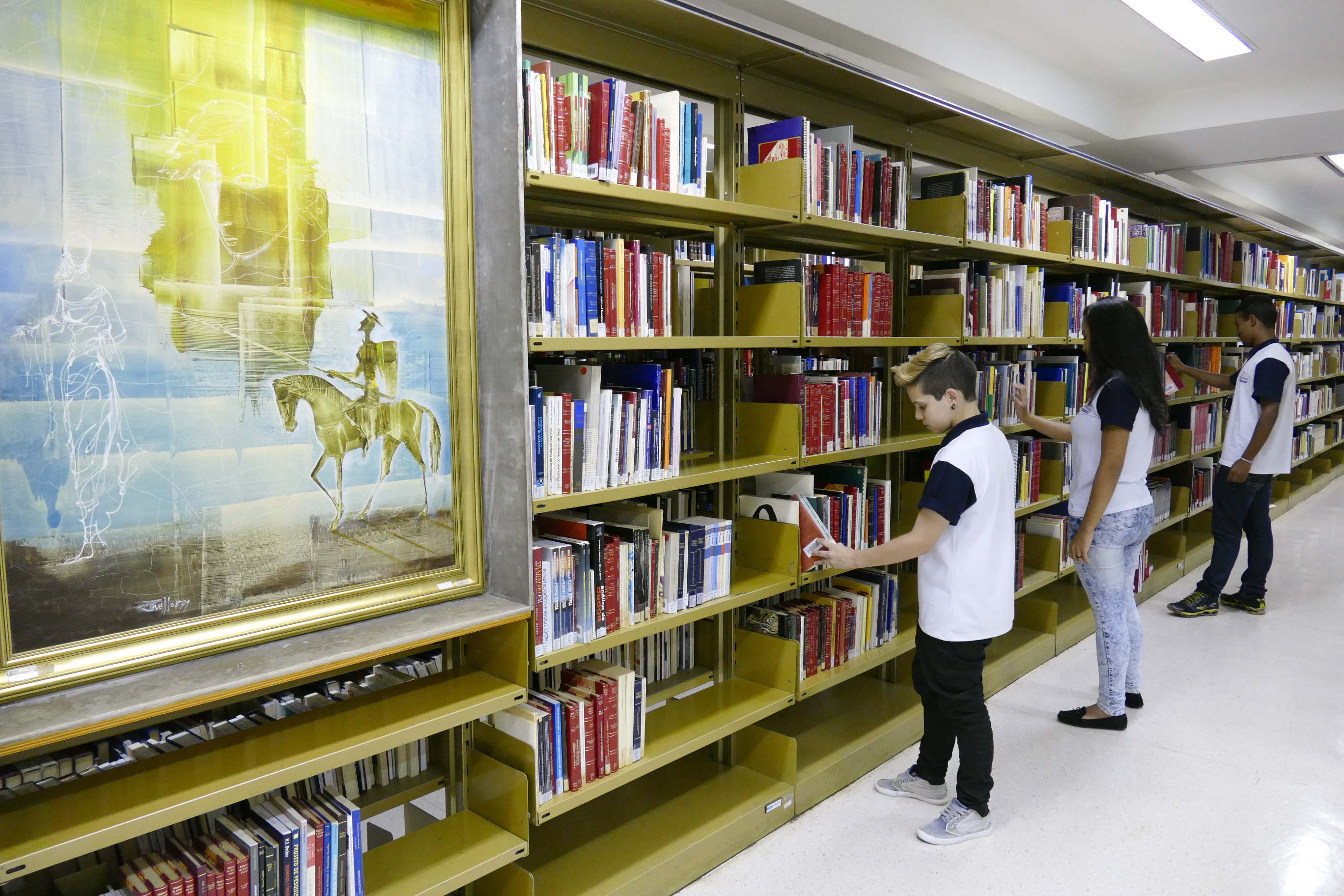
Pessoas consultando o acervo da biblioteca, em 2016

Com seu acervo aberto ao público, cerca de 175 mil pessoas visitaram a biblioteca durante o ano de 2005. No mesmo ano, foram emprestados e devolvidos 74,7 mil itens do acervo.Em 2019, último ano com funcionamento não afetado pela pandemia de COVID-19, foram realizados 24.638 empréstimos domiciliares.   

## Rede Virtual de Bibliotecas
A Biblioteca do Senado também coordena a Rede Virtual de Bibliotecas, uma rede cooperativa de bibliotecas que agrega recursos bibliográficos, materiais e humanos de onze bibliotecas da Administração Pública Federal e do Governo do Distrito Federal, dos Poderes Legislativo, Executivo e Judiciário, com o objetivo de atender às demandas de informações bibliográficas de seus órgãos mantenedores.
O acervo registrado no catálogo bibliográfico da RVBI tem como prioridade temática a área do direito, especificamente a doutrina, mas abrange, ainda, outras áreas das ciências humanas e sociais.
A atual Rede Virtual de Bibliotecas (RVBI), assim denominada desde o ano de 2000, originou-se na Rede SABI - Subsistema de Administração de Bibliotecas, iniciada em 1975, a partir da automação da Biblioteca do Senado pelo Prodasen. Desde então, acompanhou as inovações tecnológicas e implantou formato internacional de intercâmbio bibliográfico, possibilitando a compatibilidade com outras redes e sistemas de informação.